# Банный Остров (66644406141)
Банный Остров — деревня (до 2004 года — посёлок) в Смоленском районе Смоленской области России. Входит в состав Новосельского сельского поселения.
Расположена в западной части области в 19 км к северо-западу от Смоленска, в 2 км северо-восточнее автодороги Р133 Смоленск — Невель, на берегу реки Удра. В 15 км южнее посёлка расположена железнодорожная станция Ракитная на линии Москва — Минск.

## История
В годы Великой Отечественной войны посёлок была оккупирована гитлеровскими войсками в июле 1941 года, освобождена в сентябре 1943 года.
В 2004 году статус населённого пункта изменён с посёлок на деревня

## Население
| 2010 |
| ---- |
| 7    |